# Haworthia turgida var. suberecta
Haworthia turgida var. suberecta és una varietat de Haworthia turgida del gènere Haworthia de la subfamília de les asfodelòidies.

## Descripció
Haworthia turgida var. suberecta és una suculenta que forma colònies compactes compostes per rosetes gairebé sense tija de fins a 7,5 cm de diàmetre. Es distingeix de Haworthia turgida per les seves puntes de fulla truncades a arrodonides. Les fulles són carnoses, gairebé verticals, amb de 3 a 7 línies longitudinals verdes, densament tacades amb taques semitranslúcides, de fins a 3 cm de llarg i fins a 1,3 cm d'amplada. Normalment són de color verd, però poden adoptar una coloració rosa quan són moderadament estressades per la calor i la sequera. Les flors són de color blanc marronós amb venes més fosques.

## Distribució i hàbitat
Aquesta varietat creix a la província sud-africana del Cap Occidental, concretament, des d'Albertinia a l'oest fins a Brandwacht a l'est.
A la natura solen formar grups més grans i creixen en forts pendents sobre l'aigua.

## Taxonomia
Haworthia turgida var. suberecta va ser descrita per Poelln. i publicat a Repert. Spec. Nov. Regni Veg. 44: 134, a l'any 1938.
Etimologia
Haworthia: nom en honor del botànic britànic Adrian Hardy Haworth (1767-1833).
turgida: epítet llatí que significa "inflat".
var. suberecta: epítet llatí que significa "fulles quasi erectes".
Sinonímia
- Haworthia turgida f. suberecta (Poelln.) Pilbeam, Haworthia & Astroloba: 133 (1983).
- Haworthia suberecta (Poelln.) Breuer, Gen. Haworthia 1: 8 (2010).
- Haworthia retusa var. suberecta (Poelln.) M.B.Bayer, Haworthia Update 7(4): 36 (2012).[6]